# تقي أباد (اسفندار)
تقي أباد (بالفارسية: تقی‌آباد) هي قرية تقع في إيران في قسم اسفندار الريفي. يقدر عدد سكانها بـ 255 نسمة .